# Horst Seidl
Horst Seidl (* 27. August 1938 in Berlin) ist ein deutscher Philosoph und Philosophiehistoriker und emeritierter Professor für Philosophie an der Pontificia Università Lateranense (der Päpstlichen Lateranuniversität). Er gehört außerdem der Päpstlichen Thomasakademie an.

## Leben
Horst Seidl studierte an der Universität München und lehrte nach der Promotion am 12. Mai 1965 und der Habilitation im Jahr 1971 dort als Dozent beziehungsweise Professor für Philosophie von 1970 bis 1979. Von 1979 bis 1988 war er Professor für antike Philosophie an der Katholieke Universiteit in Nijmegen (jetzt Radboud Universiteit). Von 1988 bis 2000 hatte er den Lehrstuhl für Ethik an der Pontificia Università Lateranense inne und ab dem Jahr 2000 den Lehrstuhl für Antike derselben Universität. Seit 1. August 2008 ist er emeritiert.
Auf philosophiegeschichtlichem Gebiet hat Seidl sich vor allem mit der Philosophie des Aristoteles, mit der des Thomas von Aquin und der Aristotelesrezeption bei Thomas sowie der Metaphysik, der Erkenntnistheorie und der Ethik beschäftigt.

## Schriften (Auswahl)

### Monographien
- Das Verhältnis der causa efficiens zur causa finalis in Aristoteles’ Schrift ‘De generatione animalium’, Diss. München 1965
- Der Begriff des Intellekts bei Aristoteles (Monographien zur philosophischen Forschung, 80), Meisenheim a. Glan Hain 1971 (Habilitationsschrift)
- Beiträge zu Aristoteles’ Erkenntnislehre und Metaphysik (Elementa, 35), Königshausen und Neumann Würzburg 1984, ISBN 3-88479-195-8; Rodopi Amsterdam-Würzburg ISBN 90-6203-536-1.
- Sittengesetz und Freiheit. Erörterungen zur allgemeinen Ethik (= Schriftenreihe der Gustav-Siewerth-Akademie, vol. 7). Weilheim-Bierbronnen 1992, ISBN 3-928273-07-8.
- Beiträge zu Aristoteles’ Naturphilosophie (Elementa, 65), Rodopi, Amsterdam-Würzburg 1995.
- Philosophiegeschichte und bleibende Wahrheit. Erörterungen am Paradigma der Antiken Philosophie (= Schriftenreihe der Gustav-Siewerth-Akademie, vol. 12). Weilheim-Bierbronnen 1995, ISBN 3-928273-12-4.
- Sein und Bewußtsein. Erörterungen zur Erkenntnislehre und Metaphysik in einer Gegenüberstellung von Aristoteles und Kant, (Philosophische Texte und Studien, vol. 61) Olms Verlag Hildesheim 2001, ISBN 3-487-11321-X.
- Vom Dasein zum Wesen des Menschen. Erörterungen zur philosophischen Anthropologie zwischen Tradition und Gegenwart (= Philosophische Texte und Studien, vol. 63). Olms Verlag, Hildesheim 2001, ISBN 3-487-11424-0).
- Über das Verhältnis von Philosophie und Religion. Beiträge zur Religionsphilosophie (= Philosophische Texte und Studien, vol. 69). Olms Verlag, Hildesheim 2003, ISBN 3-487-11949-8).
- Realistische Metaphysik. Stellungnahme zu moderner Kritik an der traditionellen Metaphysik (= Philosophische Texte und Studien, vol. 83). Olms Verlag, Hildesheim 2006, ISBN 3-487-13131-5.
- Evolution und Naturfinalität. Traditionelle Naturphilosophie gegenüber moderner Evolutionstheorie (= Philosophische Texte und Studien, vol. 99). Olms Verlag, Hildesheim 2008, ISBN 978-3-487-13704-9.
- Einführung in die antike Philosophie : Hauptprobleme und Lösungen, dargelegt anhand der Quellentexte. Alber Verlag Freiburg/München 2010, ISBN 978-3-495-48407-4 (2. Aufl. 2013).
- Traditionelle Tugendlehre als angewandte Ethik. Von allgemeinen Normen zum konkreten Handeln (= Philosophische Texte und Studien, vol. 111). Olms Verlag, Hildesheim 2012, ISBN 978-3-487-14763-5.
- Einführung in die Philosophie des Mittelalters. Hauptprobleme und Lösungen, dargelegt anhand der Quellentexte. Alber Verlag, Freiburg/München 2014, ISBN 978-3-495-48648-1.
- Beiträge zur Kunstphilosophie (= Philosophische Texte und Studien, vol. 118). Olms Verlag, Hildesheim 2014, ISBN 978-3-487-15112-0.

### Texteditionen
- Aristoteles’ Metaphysik I–VI, in der Übers. von Hermann Bonitz; neu bearb., mit Einl. und Komm. hrsg. von Horst Seidl (Philosophische Bibliothek 307) Meiner, Hamburg 1978, 3. Auflage 1989.
- Aristoteles’ Metaphysik VII–XIV, in der Übers. von Hermann Bonitz; neu bearb., mit Einl. und Komm. hrsg. von Horst Seidl (Philosophische Bibliothek 308) Meiner, Hamburg 1980, 3. Auflage 1991.
- Thomas von Aquin, Die Gottesbeweise in den beiden “Summen”, Text mit Übers., Einl. und Komm. hrsg. von Horst Seidl (Philosophische Bibliothek 330) Meiner Verlag 1982, 2. Auflage 1986, ISBN 3-7873-0675-7.
- Aristoteles’ Zweite Analytiken, mit Einl., Übers. und Komm. hrsg. von Horst Seidl (Elementa-Texta 1) Königshausen-Neumann Würzburg. Rodopi Amsterdam, 1984, 2. Auflage 1987.
- Thomas von Aquin, Über Seiendes und Wesenheit / De ente et essentia, mit Einl., Übers. und Komm. von Horst Seidl, (Philosophische Bibliothek 415) Meiner Verlag Hamburg 1988, ISBN 3-7873-0771-0.
- Aristoteles, Über die Seele / De anima, Einl., Übers. (nach W. Theiler) und Komm. hrsg. von Horst Seidl (Philosophische Bibliothek 476) Meiner, Hamburg 1995, ISBN 3-7873-1193-9.